# 白戸太朗
白戸 太朗（しらと たろう、1966年11月1日 - ）は、日本のトライアスロン選手（実績としては、6年連続日本代表など）、スポーツキャスター、政治家。元東京都議会議員（2期）。京都府京都市東山区出身。
中央大学卒業後、日本体育大学に編入学。卒業後には、日本体育大学大学院修士課程修了。
現在は株式会社アスロニア代表。トライアスロン選手としては大島造船所に所属していた。

## 略歴
同志社香里中学校・高等学校時代はクロスカントリースキーの選手として活躍し、その実績を買われ1985年にスポーツ推薦で中央大学商学部に進学。大学在学中にトライアスロンを始める。 1989年に中央大学を卒業すると日本体育大学に学士入学。以後本格的にプロのトライアスロン選手として活動し、1990年から1995年にかけて国際トライアスロン連合（ITU）の主催する世界トライアスロン選手権に出場した。
その一方で、1992年に日本体育大学の大学院に進学し、1995年に大学院修士課程を修了。1990年代後半からはスポーツキャスターとしての活動も始めるようになる。中でも『J SPORTS cycle road race』には長年にわたり出演を続けていた（当初は主に解説者として出演していたが、後期は実況アナウンサーを担当することがほとんどだった）。
現在もトライアスロン大会へ出場しているが、一方で2008年に自らが代表を務める「株式会社アスロニア」を立ち上げ、トライアスロン用の各種用具（ウェア、自転車等）の販売、ティップネスと共同で運営するトライアスロンスクール「東京トライアスロンアカデミー」の監修などを手がけている。
「オフロード版トライアスロン」とも称されるエクステラにも関わりがあり、2015年現在、毎年8月に開催される「XTERRAジャパンチャンピオンシップ」の大会プロデューサーを務める。
2017年東京都議会議員選挙に江東区選挙区から都民ファーストの会の候補として立候補し、45,614票を得て当選した。都議会議員となったことに伴い、以後スポーツキャスターとしての活動は休止している。
2021年東京都議会議員選挙に江東区選挙区から都民ファーストの会の候補として立候補し、27,650票で当選した。
2025年東京都議会議員選挙に江東区選挙区から都民ファーストの会公認で立候補も次点で落選した。

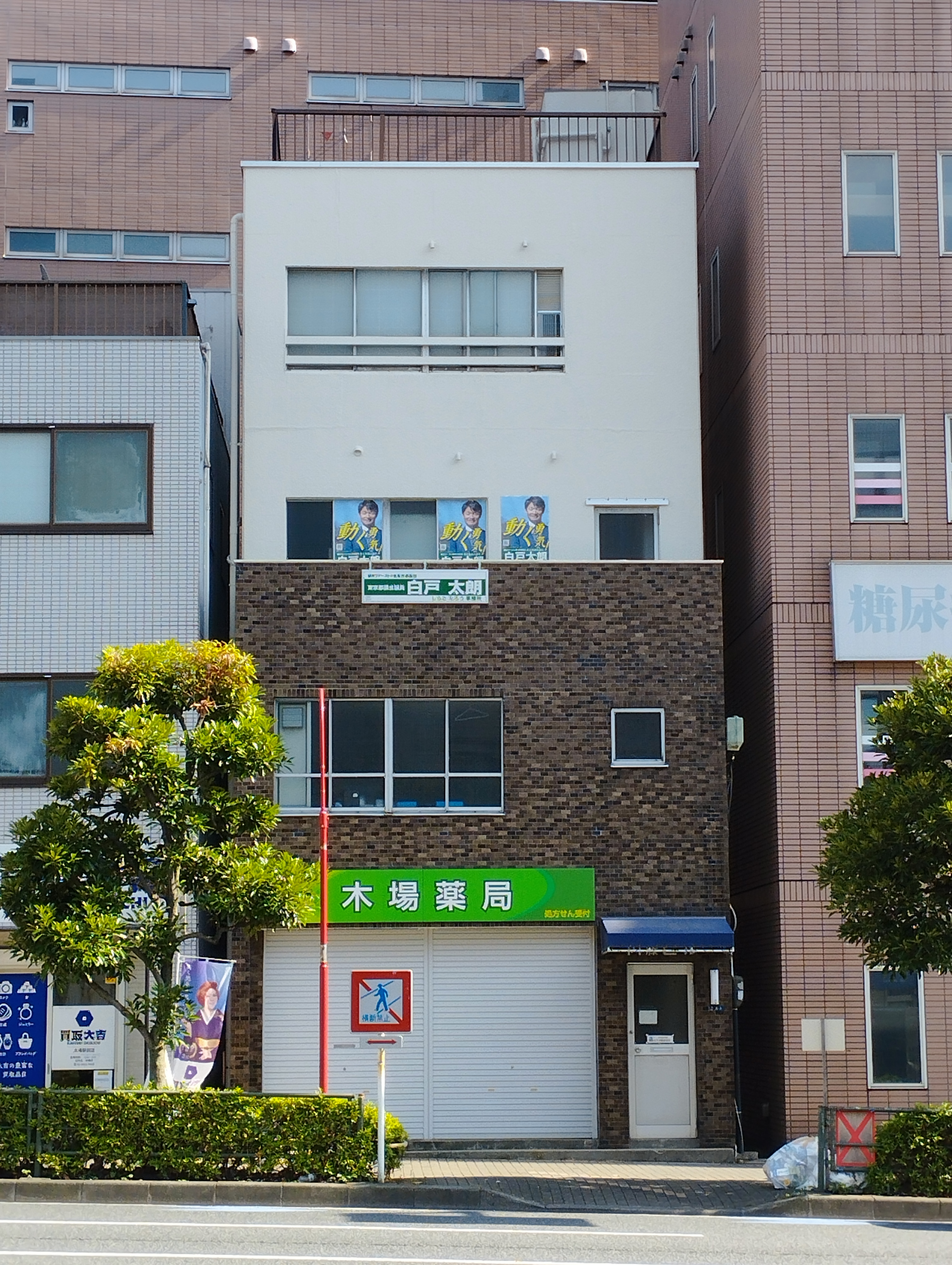
東京都江東区木場に位置する白戸の事務所